# Grand Prix Legends
Grand Prix Legends (ook wel GPL) is een racesimulatie, in 1998 uitgebracht voor pc's met x86-processoren. Het stelt spelers in staat om virtueel plaats te nemen in een op realisme gerichte 3D-nabootsing van het Formule 1-seizoen van 1967. In dat seizoen waren de F1-wagens uitgerust met drie liter-motoren die circa 350 tot 400 pk leverden; het was tevens het laatste jaar voor de invoering van vleugels die de downforce of 'grip' van de bolides verhoogden (dit gebeurde rond de GP van België in 1968).
Met veel pk's en relatief weinig 'grip' (banden hadden de reputatie zo hard te zijn dat ze een tot meerdere races meegingen) waren de wagens van 1967 verhoudingsgewijs gevaarlijk en moeilijk onder controle te houden.
In "GPL", dat deze wagens zo realistisch mogelijk probeert na te bootsen, bleek dat niet veel anders.Volgens sommige GPL-'simracers' met ervaring in echte racewagens is de simulatie op sommige punten zelfs moeilijker onder controle te houden dan de echte f1-bolides uit die tijd. Veel belangstellende kopers haakten na enkele testsessies dan ook al snel af.
Alleen onder 'hardcore' simracers, die doorgaans streven naar realisme tegen elke prijs, verwierf het programma al snel een grote reputatie. Races en competities op het internet namen een hoge vlucht door gratis serverdiensten als VROC en GPLRank. Een klein legertje vrijwilligers leverde vanaf 2000 allerlei uitbreidingen en verbeteringen voor het originele spel, waardoor het tot in 2005 populair bleef als racesimulatie (uitzonderlijk voor een verhoudingsgewijs 'oud' spel uit 1998).

## Auto's
Tot de nagebootste bolides in GPL behoren de Lotus 49, de wereldkampioenschapswagen Brabham BT24, Cooper-Maserati T81, Ferrari 312, Eagle AAR 104/T1G, BRM P83 en Honda RA300.

## Mods
Tot de verbeteringen behoren onder meer beter uitziende en uiterst gedetailleerde wagens (voornamelijk uitgebracht door het GPLEA-collectief) en diverse gratis uitbreidingen ofwel 'mods' die andere raceseizoenen nabootsen.
In 2004 verscheen de eerste 'mod' die de racewagens van 1965 nabootst; destijds waren de F1-auto's nog met relatief kleine 1500cc-motoren uitgerust. Deze uitbreiding bootste wagens na als de Lotus 33, Honda RA272, Ferrari 1512, Cooper T77, BRM P261, en de Brabhams BT11 en BT7. Deze variant van 'GPL' met aangepaste rij-eigenschappen werd beschouwd als minstens even realistisch als het origineel, maar door het kleinere aantal pk's in de motoren - circa 210 - makkelijker te rijden.
Datzelfde gold voor de '69 Mod', uitgebracht in 2005, die de met vleugels uitgeruste wagens van 1969 nabootst. Deze simuleert het rijden in de Matra MS80, McLaren M7, Ferrari 312, Brabham BT26, BRM P138 en de Lotussen 49B en 63. De variabele 'downforce' van de in 1968 en 69 geïntroduceerde vleugels op F1-wagens was hierin nagebootst.
Eind 2007 verscheen daarnaast de '66 Mod'. Op zijn beurt bootst deze de wagens van het F1-seizoen 1966 na. Ook in deze gratis 'mod' voor GPL waren diverse beperkingen van het originele programma verholpen, zoals het te zwakke slipstream-effect, het ontbreken van aerodynamische lift die bij de echte (vleugelloze) wagens in snelle bochten optrad, en de limiet van zeven wagens per seizoen. De 66 Mod simuleerde daardoor zowel de opgevoerde 2.5-liter wagens van 1966 (zoals de Lotus 33, Eagle-Climax T1G en BRM P261) als de 'echte' 3-liter bolides zoals de winnende Brabham BT19, de geflopte BRM P83, de McLaren M2B, de eveneens overgewichtige Honda RA273, de Lotus 43 met BRM H16-motor, de Cooper-Maserati T81 en de Ferrari F1 312/66.
In zijn oorspronkelijke vorm vereiste de simulatie volgens producent Papyrus 'ten minste een 166 MHz Pentium 1' (in de praktijk bleek het dubbele nauwelijks voldoende, wat eveneens een rol speelde in het ontbreken van commercieel succes). In latere mod-varianten stegen de systeemvereisten naar een doorsnee-minimum van een 700MHz-CPU in combinatie met een 32MB-videokaart.

## Ontvangst
| Beoordeeld door       | Uitgave | Score |
| --------------------- | ------- | ----- |
| Game Revolution       | 1998    | 100%  |
| Svenska PC Gamer      | 1998    | 93%   |
| PC Games (Duitsland)  | 1998    | 92%   |
| Power Unlimited       | 1998    | 90%   |
| GameSpot              | 1998    | 89%   |
| PC Action             | 1998    | 86%   |
| JeuxVideoPC.com       | 2001    | 85%   |
| Gamezilla             | 1998    | 85%   |
| PC Player (Duitsland) | 1998    | 84%   |
| PC Accelerator        | 1999    | 70%   |

## Trivia
- Het spel is opgenomen in het boek 1001 Video Games You Must Play Before You Die van Tony Mott.